# Servicio de Inteligencia Noruego
El  Servicio de Inteligencia Noruego (SIN) o  Etterretningstjenesten  ( E-tjenesten )  Es una agencia de inteligencia militar noruega bajo la jurisdicción del Jefe de Defensa y el Ministerio Noruego de Defensa.

## Historia
Olav Njølstad dice que "la cooperación permanente con EE. UU. y Gran Bretaña representó un hito en la historia de los servicios de inteligencia noruegos". Además, a través del acuerdo de quedarse atrás, la CIA finalmente venció su desconfianza hacia los servicios de inteligencia noruegos. Un punto de inflexión importante "fue la visita secreta de octubre a noviembre de 1949 a Noruega por parte de Frank Wisner y Richard Helms. En 1995, el Ministerio de Defensa confirmó que el Servicio de inteligencia había operado un servicio Stay-Behind en cooperación con la CIA y el MI6 desde el final de la Segunda Guerra Mundial.
Los dos cuervos en el escudo de armas representan a Hugin y Munin ("Pensamiento" y "Mente"), los dos cuervos que traen información al dios nórdico Odín. Se cree que la flor roja es una rosa de Olaf o una referencia sub rosa, tal vez ambos La rosa Olaf es un símbolo nacional de Noruega y sub rosa es un término latino que se refiere a la confidencialidad y el secreto.

## Inspecciones 2013
El 12 de agosto de 2013, se realizó la primera inspección sin previo aviso del Comité de Supervisión de Inteligencia del Parlamento en la sede del servicio de Inteligencia Noruego en Lutvann, Oslo. Esta inspección se produjo a raíz de "una denuncia de una o más personas" "que se sintieron vigiladas".
El 27 de agosto de 2013, el Comité de Supervisión de Inteligencia del Parlamento (el Comité EOS) realizó una inspección sin previo aviso de las instalaciones del Servicio de Inteligencia en Havnelageret en Oslo. El 29 de agosto de 2013, Dagbladet dijo que, según sus fuentes, el Servicio de Inteligencia había almacenado información personal sobre más de 400 noruegos, incluidos diplomáticos y burócratas, que eran fuentes para el servicio de inteligencia o personas que el servicio quería reclutar como futuras fuentes.
La inspección en Havne lageret fue seguida por una inspección anunciada el 4 de septiembre de 2013.

## Organización
El servicio ha operado, o aún opera, las siguientes estaciones, todas ellas ubicadas al norte del círculo polar ártico:
- Andøya (Condado de Nordland): antigua estación SOSUS, presunta estación ACINT
- Fauske (condado de Nordland): estación sospechosa de FISINT (TELINT) y ELINT
- Kirkenes (condado de Finnmark): estación sospechosa de ELINT y NUCINT
- Vardø (condado de Finnmark): el radar GLOBUS, estación sospechosa de ELINT
- Vadsø (Condado de Finnmark): estación SIGINT (COMINT)

Kirkenes, Vardø y Vadsø están cerca de la frontera de Rusia cerca de Severomorsk en el distrito de Murmansk en la Península de Kola, el hogar de la antigua Flota del Norte soviética y ahora su equivalente ruso.
La agencia utiliza al menos un barco ELINT—F/S Marjata.

## E-14
E-14 (noruego: "Seksjon for spisiell innhenting", o E14) es o era una unidad dentro del Servicio de Inteligencia de Noruega. La sección se centraba en misiones encubiertas en el extranjero. Esta unidad en particular estuvo activa desde 1995 hasta 2005. La sección original constaba de 140 individuos. Agentes masculinos y femeninos trabajaron juntos como una pequeña unidad independiente para recopilar información de inteligencia HUMINT en varios países, incluidos Bosnia y Herzegovina, Kosovo, Macedonia, Serbia, Sudán, Líbano, Siria, Irak, Irán, Somalia y Afganistán.

## Líderes
- Vicealmirante Nils Andreas Stensønes (3 de noviembre de 2020–Presente)[12]
- General Morten Haga Lunde (2016–2020)
- General Kjell Grandhagen (2010–2015)[13]
- Coronel Johan Berg (1966–?)[14][15]
- Vilhelm Evang (1946–1965)[16]

## Enlaces
- Esta obra contiene una traducción  derivada de «Norwegian Intelligence Service» de Wikipedia en inglés, publicada por sus editores bajo la Licencia de documentación libre de GNU y la Licencia Creative Commons Atribución-CompartirIgual 4.0 Internacional.
- Página web del servicio de Inteligencia Noruego